# 마키플라이어
마키플라이어(Markiplier, 본명: Mark Edward Fischbach 마크 에드워드 피슈백[*], 1989년 6월 28일 ~ )은 미국의 유튜버이다. 하와이 주의 호놀룰루에서 태어나 오하이오주의 신시내티에서 학생 시절을 보냈고 현재 LA의 캘리포니아에서 생활 중이다.
2021년 7월, Markiplier의 유튜브 채널의 구독자가 2950만을 돌파하였다. 현재 유튜버 구독자 수 탑 25위에 드는 중이며, 거의 대부분의 영상은 실황 플레이 영상이고, 그 중 서바이벌 호러의 비중이 높다.

## 어린 시절의 생활
피슈백은 호놀룰루에 위치한 트리플러 육군 의료 센터에서 태어났다. 그의 아버지는 이 육군 의료 센터에서 교포인 피슈백의 어머니를 만났고, 그가 태어난 뒤에는 신시내티로 거주지를 옮겼다. 원래 피슈백은 신시내티 대학교의 의공학을 전공하려 했으나, 그는 대학을 도중에 그만 두고 유튜버로 전직했다. 그는 한 명의 형이 있다. 이름은 제이슨 토마스 피슈백이며, 현재 Twokinds라는 웹코믹을 연재중이다.

## 유튜브에서의 활동
마키플라이어는 현란하게 플레이하는 비디오 게이머로 유명하며, 실황 플레이 도중 소리지르고, 윽박지르는데다가, 그 게임을 저주하기도 하고, 울기도 한다. 그의 영상에선 거의 욕설을 검열하지 않지만, 그래도 편집한 영상의 자막에는 fuck을 duck으로, bitch를 itch로 일부 검열을 하기도 한다. 그는 자신의 채널을 브랜딩하기 위해 분홍색의 수염(이것을 쓴 마키플라이어를 Wilford Warfstache라고 한다)을 대표하는 것으로 유명하며, 2015~2016년에는 그의 머리색을 분홍색, 파란색, 그리고 빨간색으로 염색하기도 했다.

## 활동

### 영화
- 2015년 《스모시: 더 무비》 ... 본인 역

## 같이 보기
- 유튜버 목록